# Jerzy Józef Sobczak
Jerzy Józef Sobczak (ur. 1952 w Jaśle) – polski metalurg, profesor nauk technicznych, specjalista w zakresie odlewnictwa, technologii budowy maszyn oraz technologii stopów metali nieżelaznych i inżynierii materiałowej, szczególnie materiałów kompozytowych. Laureat nagrody Ministra Nauki i Szkolnictwa Wyższego za wybitne osiągnięcia naukowe oraz naukowo-techniczne. Pracownik naukowy Akademii Górniczo-Hutnicza im. Stanisława Staszica w Krakowie i Instytutu Odlewnictwa, gdzie pełnił też funkcję dyrektora.
Kierunki działalności naukowej i specjalności: odlewnictwo, specjalne techniki wytwarzania, teoria i praktyka kompozytów metalowych, synteza stopów, specjalne sposoby odlewania, technologie zaawansowane (high-tech).

## Życiorys
Studia wyższe ukończył z wyróżnieniem w 1978 roku w Akademii Górniczo-Hutniczej, a także w Leningradzkim Instytucie Politechnicznym, gdzie w 1982 r. zdobył też stopień doktora, za rozprawę pt. „Badania wybranych właściwości układu potrójnego NaCl-KCl-CrCl2”. Stopień doktora habilitowanego nauk technicznych uzyskał w 1993 roku w Wydziale Budowy Maszyn Politechniki Poznańskiej na podstawie pracy pt. „Teoretyczne i praktyczne podstawy procesu prasowania w stanie ciekłym (squeeze casting) metali nieżelaznych”. W roku 2002 uzyskał tytuł profesora nauk technicznych. Od początku swojej kariery zawodowej jest związany z Instytutem Odlewnictwa w Krakowie, pełniąc w nim w latach 2007–2017 funkcję dyrektora. Pracownik naukowy Instytutu Transportu Samochodowego (2001-2007), były doradca dyrektora ds. naukowych. Od 2007 roku pełnił funkcję dyrektora Instytutu Odlewnictwa w Krakowie.
Współpracuje z ośrodkami badawczymi w Europie, Japonii i Stanach Zjednoczonych. Był profesorem wizytującym w University of Wisconsin–Milwaukee, Osaka University, Tohoku University, stypendystą ONZ-UNIDO oraz Polish American Joint Fund named after Maria Skłodowska-Curie, stypendystą Ministry of Science, Culture and Sport of Japan, wielokrotnym członkiem komitetów naukowych konferencji krajowych i zagranicznych. Poza działalnością naukową działa w stowarzyszeniach i organizacjach zawodowych oraz technicznych. Jest członkiem Rady Głównej Instytutów Badawczych (przewodniczącym Komisji Polityki Naukowej), członkiem z wyboru Komitetu Metalurgii oraz Komitetu Nauki o Materiałach PAN (przewodniczącym Zespołu Kompozytów), Vice Prezesem STOP, Zespołu ds. Nagród MNiSW, Małopolskiej Rady Innowacji, Rady Naukowej Instytutu Metalurgii I Inżynierii Materiałowej PAN w Krakowie, Instytutu Zaawansowanych Technologii Wytwarzania (wiceprzewodniczący) oraz Instytutu Transportu Samochodowego (do 2012), a także członkiem TMS Minerals, Metals, Materials, American Society of Metals (ASM), International Community for Composite Engineering (ICCE) oraz American Foundry Society. Jest również członkiem Polskiego Towarzystwa Materiałoznawczego.

## Dorobek naukowy i odznaczenia
Jest autorem i współautorem 43 książek i skryptów w wersji polsko- i anglojęzycznej, ponad 490 publikacji technicznych i naukowych w czasopismach naukowych w Polsce i za granicą oraz opracowań przemysłowych i wdrożeniowych. Twórca i współtwórca 12 patentów i wzorów użytkowych. Laureat nagród oraz medali, w tym nagrody MNiSW za wybitne osiągnięcia naukowe i techniczne „Mistrz Nauki Polskiej” (grudzień 2012), Złotego Krzyża Zasługi (wrzesień 2011), Krzyża Oficerskiego Orderu Wynalazczości nadanego przez Najwyższą Komisję Odznaczeń Królestwa Belgii (listopad 2008), Złotego Medalu z Wyróżnieniem Stowarzyszenia Polskich Wynalazców i Racjonalizatorów (czerwiec, 2008), Medalu Stowarzyszenia Wynalazców i Producentów Francuskich (maj 2008), Złotego Medalu z wyróżnieniem 56 Światowych Targów Wynalazczości Badań Naukowych Nowych Technik Brussels EUREKA (2007).